# 1817 w sztukach plastycznych
Wydarzenia w sztukach plastycznych i wizualnych w 1817 roku.

## Urodzeni
- 15 lutego - Charles-François Daubigny (zm. 1878), francuski malarz, grafik, litograf i ilustrator
- 18 lutego - Johannes Bosboom (zm. 1891), holenderski malarz, akwarelista i litograf
- 23 lutego - George Frederick Watts (zm. 1904), angielski malarz i rzeźbiarz
- 26 czerwca - Branwell Brontë (zm. 1848), angielski malarz, pisarz i poeta
- 29 lipca - Iwan Ajwazowski (zm. 1900), rosyjski malarz
- 1 sierpnia - Richard Dadd (zm. 1886), angielski malarz
- John Callcott Horsley (zm. 1903), angielski malarz i ilustrator
- Aleksandr Agin (zm. 1875), rosyjski ilustrator
- James Edward Buttersworth (zm. 1894), angielski malarz

## Zmarli
- 18 lutego - Giacomo Quarenghi (ur. 1732), włoski architekt i malarz, tworzący w Rosji
- 23 sierpnia - Jan Bogumił Plersch (ur. 1732), polski malarz i dekorator wnętrz pochodzenia niemieckiego
- 13 października - Julius Caesar Ibbetson (ur. 1759), angielski malarz
- 8 listopada - Andrea Appiani (ur. 1754) włoski malarz i dekorator
- Jean Baptiste de Grateloup (ur. 1735), francuski rytownik
- Francisco Javier Pedrajas (ur. 1736), hiszpański architekt i rzeźbiarz